# Iran Costa
Iran Pereira Da Costa est un chanteur brésilien. Il est né dans la petite ville de Porto Franco, dans l'État du Maranhão, Brésil, le 28 décembre 1965.

## Biographie
Depuis tout petit Iran Costa était fasciné par le monde de l'art. Dans les écoles il attire l'attention lorsqu'il jouait. À 18 ans il a fait une carrière radio et a commencé des cours comme annonceur en radio. Pendant plus de 10 ans Iran Costa se distingue comme l'un des professionnels de la communication dans son pays. Le goût pour la musique est de plus en plus fort chaque jour, et après un voyage en Europe, où il a été en mesure de produire certains programmes pour la radio, Iran Costa revient au Brésil et accepte une invitation en tant que DJ. En 1991, sort son premier single Penso em Ti, qui est immédiatement entré dans les programmations des radios. Un an après la préparation de son premier album, il reçoit une invitation pour montrer son travail en Europe au Portugal.
Succès en 1995, c'est la consécration au Portugal avec 6 disques de platine pour l'album O Bicho.

## Discographie
| Année | Titre                        | Nom Groupe | Label     | Notes                                                      |
| ----- | ---------------------------- | ---------- | --------- | ---------------------------------------------------------- |
| 1993  | Penso em Ti                  | Iran Costa | Vidisco   |                                                            |
| 1994  | Com Amor                     | Iran Costa | Vidisco   |                                                            |
| 1995  | O Bicho                      | Iran Costa | Vidisco   | 6 disques de platine au Portugal                           |
| 1996  | So Se For Dance              | Iran Costa | Vidisco   |                                                            |
| 1997  | Planeta dos Pimpolhos        | Iran Costa | Vidisco   |                                                            |
| 1998  | Ah, Eu Tou Maluco!!!         | Iran Costa | Vidisco   |                                                            |
| 1999  | O Melhor de Iran Costa       | Iran Costa | Vidisco   |                                                            |
| 1999  | Alta Tensão                  | Iran Costa | Universal |                                                            |
| 2000  | Ritmo do Sol                 | Iran Costa | Universal |                                                            |
| 2001  | 10                           | Iran Costa | Universal |                                                            |
| 2002  | Só Para Miudos               | Iran Costa | Vidisco   |                                                            |
| 2003  | Show                         | Iran Costa | Vidisco   |                                                            |
| 2004  | Forró Beat                   | Iran Costa | Vidisco   |                                                            |
| 2005  | DJ's Party                   | Iran Costa | Vidisco   |                                                            |
| 2006  | Lobo Mau                     | Iran Costa | Vidisco   |                                                            |
| 2007  | O Bicho Vai Pegar            | Iran Costa | Espacial  |                                                            |
| 2008  | O Bicho Vai Pegar            | Iran Costa | Espacial  | Nouvelle version, incluant le titre "O Benfica Vai Pegar". |
| 2009  | Vai Uma Rapidinha            | Iran Costa | Espacial  |                                                            |
| 2011  | A Dança do Quadrado          | Iran Costa | Espacial  |                                                            |
| 2012  | Carrega Dj                   | Iran Costa | Espacial  |                                                            |
| 2012  | Dança do Quadrado (Reedição) | Iran Costa | Espacial  |                                                            |
| 2013  | 80's Na Pista                | Iran Costa | Espacial  |                                                            |
| 2014  | 80's Na Pista Remixes        | Iran Costa | Espacial  |                                                            |